# Љуби, љуби, ал’ главу не губи
Љуби, љуби, ал’ главу не губи је југословенски хумористички филм из 1981. године, трећи наставак серијала Луде године. Режирао га је Зоран Чалић, а сценарио су писали Зоран Чалић и Јован Марковић. Филм је први пут приказан 26. фебруара 1981. године.

## Радња
Марија и Боба настављајући своју љубав проводе лето на омладинској радној акцији али њихове родитеље захватају Луде године. Врхунац настаје када се у живот Жике, Бобиног оца после кратког флерта са Маријином мајком умешају две Немице Елза и Гизи.

## Улоге
| Глумац                 | Улога                  |
| ---------------------- | ---------------------- |
| Драгомир Бојанић Гидра | Живорад Жика Павловић  |
| Дара Чаленић           | Дара Павловић          |
| Марко Тодоровић        | Милан Тодоровић        |
| Јелена Жигон           | Јелена Тодоровић       |
| Весна Чипчић           | Елза                   |
| Тања Бошковић          | Гизи                   |
| Мија Алексић           | деда Вукашин           |
| Владимир Петровић      | Боба                   |
| Риалда Кадрић          | Марија                 |
| Милан Срдоч            | чика Миге              |
| Татјана Бељакова       | Калоперовићева супруга |
| Милан Пузић            | Др. Калоперовић        |
| Боро Беговић           | Коцкар на приморју     |
| Гојко Ковачевић        |                        |
| Драган Спасојевић      |                        |
| Душко Стевановић       | Бобин друг             |
| Милица Драгојловић     |                        |
| Горан Петковић         |                        |
| Горан Беланчевић       |                        |
| Сузана Николић         |                        |
| Ђура Кесер             |                        |
| Зоран Петровић         |                        |
| Марија Симић           |                        |
| Снежана Башић          |                        |

## Екипа
- Сценарио: Зоран Чалић, Јован Марковић
- Музика: Корнелије Ковач
- Сниматељ: Предраг Поповић
- Сценографија: Предраг Николић
- Костимографија: Вера Стојановић
- Монтажа: Војислав (Вања) Бјењаш, Јелена Бјењаш
- Продуцент: Звезда филм, Нови Сад, Унион филм, Београд
- Земља порекла: Југославија, Србија